# エリテリウム
エリテリウム（学名：Eritherium ) は、ゾウ目(長鼻目)の絶滅した属。学名は、「早い」(eri) の「獣」(therium) を意味する。ゾウ目最古の属で小型犬程度の大きさである。ゾウ目の起源を探る上で重要な存在であるが、標本も少ないため詳細は分かっていない。

## 生息時代・生息域
エリテリウムは暁新世に北アフリカのモロッコで生息してしていた。

### 発見
エリテリウムの化石は、モロッコにあるウルド・アブドゥン盆地のシディ・シェナン採石場で発見された。発掘された地層は、暁新世サネティアン期のリン酸塩の堆積層である。モロッコのリン酸塩層ではセランディアン階とサネティアン階の区別がなくダニアン階のすぐ上に位置する。そのため地質年代としては、6,160 万年前から 5,600 万年前の範囲に相当するが、発見されたボーンベッドはダニアン階のすぐ上のため、暁新世中期の地層とされる。
ホロタイプであるエリテリウム アゾウゾラム ( E. azzouzorum )の標本は、フランス リヨンのコンフルエンス博物館に保存されている(標本番号 MNHN PM69)。鼻腔や頬骨弓、頬歯列を備えている上顎骨に 2 本の小臼歯(P3-4)および 3 本の大臼歯(M1-3)が含まれている。 それ以外にも、頭蓋骨(前頭骨と鼻骨)、上顎と下顎の破片と歯を含む 15 個の化石が見つかってる。

### 生態
エリテリウムの発見時の地層は、肉食性のヒアエノドン科や、多様な板鰓類(サメやエイ) の化石が含まれていた。また同じ盆地の別の採石場(グランド・ダオウイ)では、海洋リン酸塩堆積物からフォスファテリウム(1996年)やダオウイテリウム(2002年)の化石も見つかっている。河川等の影響で水生生物と陸生生物の化石が混ざることはあり得るが、上記の事実からエリテリウムも半水棲だった可能性が指摘されている。

## 形態
ゾウ目にしては非常に小さい。最小のゾウ目とも言われこともあるが、更に原始的でエリテリウムの半分ほどの大きさのハムサコヌスが見つかっており最小とは限らない。頭部の化石から、肩高は約20センチメートル、重さは約5〜6キログラムで、ダックスフント程度の大きさと推定されている。
- 歯

エリテリウムの歯式は {\displaystyle {\tfrac {?.1.4.3}{3.1.4.3}}} となっている。上顎の切歯は見つかっていないため本数が不明だが、哺乳類の原始的な基本歯式のままである。歯列は閉鎖しており切歯・犬歯・頬歯は隙間なく並んでいる。
第一切歯は第二切歯よりも大きく、第三切歯と犬歯は非常に小さい。上顎臼歯は二稜歯(バイロフォドント)で下顎臼歯は丘状歯(ブノドント)である。
- 頭部

基本的で原始的な頭蓋骨をしている。鼻の開口部は小さく前方に配置され、鼻骨は前が狭く後ろの前頭部近くで広くなる。眼窩は小さく、比較的後方の臼歯列の上に低く位置する。頬骨弓は薄くて高い骨の刃で頭蓋骨から広がっていない。下顎結合は短く第二小臼歯の下で終了しており、おそらく癒合していないと考えられている。
- ポストクラニアル(体骨格)

頭部の化石しか見つかっていないため、詳細は分かっていない。体温調整の目的で毛で覆われていたという説もある。

## 分類
以下のような分類体系となる。
- 長鼻目 ( Proboscidea )
  - †近ゾウ型類 ( Plesielephantiforms )
    - 科未定 ( Family Indet. )
      - †エリテリウム ( Eritherium )
        - †エリテリウム アゾウゾラム ( E. azzouzorum )

### 下位分類
一種のみで、化石のほとんどを発掘した、Sidi Chennane に近いウルド・アゾウズ ( Ouled Azzouz) 村の人々に捧げるため、アゾウゾラム( E. azzouzorum )と名付けられた。

### 上位分類
科が未定のため、長鼻目直下に分類されている。ゾウの直系先祖ではないゾウ目で二稜歯(バイロフォドント)を持つ種族をまとめる近ゾウ型類( Plesielephantiforms ) が提案されているが、その説によれば当該タクソンに組み込まれることになる。
フォスファテリウムと形質が似ており、それらの研究はゾウ目のみならず、アフリカ獣上目の進化の歴史を解明する上で重要な位置づけとされている。
一方でエリテリウムのテティス獣類の中での位置付けは、そもそも海牛目なのか長鼻目なのかはまだ定まっていないとする説もあり、本項記載の分類も定まってはいない。